# Blendi Idrizi
Blendi Idrizi (* 2. Mai 1998 in Bonn) ist ein kosovarisch-deutscher Fußballspieler. Er ist kosovarischer Nationalspieler. Er stand zuletzt beim FC Schalke 04 unter Vertrag.

## Karriere

### Verein

#### Jugend
Idrizi begann seine fußballerische Ausbildung bei Blau-Weiß Friesdorf im Bonner Stadtteil Friesdorf. 2012 wechselte er in die Jugendakademie des Bonner SC. Am ersten Spieltag der Saison 2013/14 debütierte er gegen die B-Junioren des 1. FC Köln in der U17-Mannschaft. Erst gegen Ende der Saison schoss er seine Mannschaft gegen Alemannia Aachen mit seinen ersten beiden Toren im deutschen Juniorenfußball zum 2:0-Sieg. In der gesamten Saison war er Stammspieler, stieg aber, nachdem er alle 26 Ligaspiele machte, mit Bonn wieder aus der B-Junioren-Bundesliga ab. Idrizi wechselte jedoch zum ehemaligen Ligakonkurrenten TSC Euskirchen. Dort traf er bei seinem Debüt, bei einem 3:1-Sieg über Rot-Weiss Essen doppelt für die U17 und sicherte so den zweiten Saisonsieg. Dennoch stieg er auch mit Euskirchen als Tabellenletzter nach 25 Spielen und drei Toren seinerseits ab. Anschließend wechselte er in die A-Junioren-Bundesliga zum Meisterkandidat, dem 1. FC Köln. Bei einem 7:0-Sieg über die TSG Sprockhövel debütierte er in der U19-Mannschaft nach Einwechslung. Gegen den MSV Duisburg stand er am 18. Spieltag in der Startelf und schoss seine ersten beiden Tore und hatte so einen großen Anteil am 4:0-Sieg. Bei Köln war er aber nicht die ganze Saison Stammkraft und spielte nur 13 Mal in der Liga. In der darauf folgenden Saison war er Stammspieler und schoss fünf Tore in 26 Partien.

#### Von der Mittelrheinliga in die Regionalliga
Zur Saison 2017/18 kehrte er zu Blau-Weiß Friesdorf zurück und gehörte fortan der ersten Herrenmannschaft an. In der fünftklassigen Mittelrheinliga schoss er am fünften Spieltag gegen die TV Herkenrath einen Hattrick. Die Saison beendete er mit 15 Toren in 25 Ligaspielen.
Zur Saison 2018/19 wechselte Idrizi in die viertklassige Regionalliga West zu Alemannia Aachen. Bei seinem dritten Einsatz gegen Rot-Weiß Oberhausen schoss er einen Doppelpack und somit seine ersten beiden Tore im neuen Trikot. In der gesamten Saison spielte er 33 Spiele und schoss sechs Tore.
Zur Saison 2019/20 wechselte er zum Ligakonkurrenten SC Fortuna Köln. Für die Kölner kam er bis zur Winterpause zu 13 Regionalligaeinsätzen, in denen er ein Tor erzielte.

#### Bundesliga und zweite Liga beim FC Schalke 04
Ende Januar 2020 wechselte er zur zweiten Mannschaft des FC Schalke 04, die ebenfalls in der Regionalliga West antrat. Dort kam er bis März noch in fünf Spielen zum Einsatz, ehe die Regionalliga-Saison aufgrund der COVID-19-Pandemie in Deutschland vorzeitig abgebrochen wurde. In der anschließenden Saison 2020/21 wurde er Stammspieler in der zweiten Mannschaft der Knappen und schoss sechs Tore in 31 Spielen. Nach dem bereits feststehenden Abstieg der ersten Mannschaft der Schalker aus der Bundesliga debütierte Idrizi in der Schlussphase der Saison zudem bei der Profimannschaft unter Trainer Dimitrios Grammozis, als er im Mai 2020 bei den drei restlichen Ligaspielen gegen Hertha BSC, Eintracht Frankfurt und den 1. FC Köln jeweils in der Startaufstellung stand. In seinem zweiten Bundesligaspiel gelang ihm dabei gegen Eintracht Frankfurt noch sein erstes Bundesligator.
Zur Saison 2021/22 erhielt Idrizi bei dem künftigen Zweitligisten einen Profivertrag mit einer Laufzeit bis zum 30. Juni 2023. Im März 2022 verlängerte er diesen Vertrag vorzeitig um ein weiteres Jahr. In der zweiten Liga spielte er für Schalke in der Saison 23 Mal, traf einmal und schaffte es mit seinem Team, als Zweitligameister direkt wieder in die Bundesliga aufzusteigen.
Nachdem im Sommer 2022 auf seiner Position im defensiven Mittelfeld mehrere Neuzugänge verpflichtet wurden, wurde Idrizi ab Ende August 2022 für die restliche Spielzeit 2022/23 an den Zweitligisten SSV Jahn Regensburg verliehen. Für Regensburg kam Idrizi in 18 Spielen der zweiten Bundesliga zum Einsatz, bevor er zum Saisonende zum FC Schalke 04 zurückkehrte. Von Trainer Thomas Reis wurde Idrizi kaum berücksichtigt. Seine Situation verbesserte sich erst, als mit Karel Geraerts ein neuer Chefcoach vorgestellt wurde. Idrizi spielte wieder öfter und schoss im Auswärtsspiel bei Hansa Rostock das Schalker Führungstor. Nach vier Jahren verließ er den Verein am Ende der Saison 2023/24.

### Nationalmannschaft
Idrizi spielte dreimal für die U21 Kosovos.
Am 1. Juni 2021 debütierte er bei einem 4:1-Sieg über San Marino in der Startformation der A-Nationalmannschaft.

## Erfolge
Alemannia Aachen
- Mittelrheinpokalsieger: 2019

FC Schalke 04
- Deutscher Zweitligameister: 2022